# 御恩奉公
御恩奉公體現出鎌倉时代鎌倉殿(幕府將軍)与旗下御家人的主從关系。此制度是武士制度的基礎。御恩，包括承認御家人原有領地所有權的本領安堵，與賜予有功者獎賞(土地、官位等)的新恩給與。奉公係指御家人需履行的義務，平時於鎌倉、京都等地擔任警備工作(大番役)及供給幕府金錢、物資(關東御公事)，戰爭時期從軍參戰。武士通过土地构成御恩奉公，但早期是互惠关系，江戶时代承平，武士被要求绝对服從，这种制度也是日本封建制度基礎。这制度也是日本人论说的義理与日本式經營的内容。